# Burela
Burela – nadmorskie miasto i port rybacki w Hiszpanii w regionie Galicja w prowincji Lugo. Gospodarka opiera się głównie o połów  morszczuka oraz o produkcję konserw. Oprócz tego znajduje się tu fabryka ceramiki, stocznia i tartak. Ze względu na duże zapotrzebowanie na pracowników do pracy na morzu − miasto jest wielokulturowe ze znaczną liczebnością mieszkańców Wysp Zielonego Przylądka, Argentyny i Peru.